# Bauke Mollema
Bauke Mollema   (Groningen, 26 de novembre de 1986) és un ciclista neerlandès, professional des del 2007. Actualment corre a l'equip Lidl-Trek.
En el seu palmarès destaca el Tour de l'Avenir de 2007, una etapa a la Volta a Espanya del 2013, dues etapes al Tour de França, el 2017 i 2021, la Clàssica de Sant Sebastià de 2016 i la Volta a Llombardia de 2019.

## Palmarès
- 2006
  - Vencedor d'una etapa de la Volta a Lleó
- 2007
  - 1r al Circuito Montañés i vencedor d'una etapa
  - 1r al Tour de l'Avenir
  - Vencedor d'una etapa del Tour de l'Ain
- 2010
  - Vencedor d'una etapa de la Volta a Polònia
- 2011
  -  1r de la classificació per punts a la Volta a Espanya
- 2012
  - 1r a l'Acht van Chaam
- 2013
  - Vencedor d'una etapa a la Volta a Suïssa
  - Vencedor d'una etapa a la Volta a Espanya
- 2014
  - Vencedor d'una etapa a la Volta a Noruega
- 2015
  - 1r al Tour d'Alberta
  - 1r a la Japan Cup
- 2016
  - 1r a la Clàssica de Sant Sebastià
  - Vencedor d'una etapa del Tour d'Alberta
- 2017
  - 1r a la Volta a San Juan
  - Vencedor d'una etapa al Tour de França
- 2018
  - 1r al Gran Premi Bruno Beghelli
  - Vencedor d'una etapa a la Setmana Internacional de Coppi i Bartali
- 2019
  - 1r a la Volta a Llombardia
  - 1r a la Japan Cup
- 2021
  - 1r al Trofeu Laigueglia
  - Vencedor d'una etapa al Tour dels Alps Marítims i del Var
  - Vencedor d'una etapa al Tour de França
- 2022
  -  Campió dels Països Baixos de contrarellotge

### Resultats al Giro d'Itàlia
- 2010. 12è de la classificació general
- 2017. 7è de la classificació general
- 2019. 5è de la classificació general
- 2021. 28è de la classificació general
- 2022. 26è de la classificació general
- 2023. 50è de la classificació general

### Resultats al Tour de França
- 2011. 70è de la classificació general
- 2012. Abandona (11a etapa)
- 2013. 6è de la classificació general
- 2014. 10è de la classificació general
- 2015. 7è de la classificació general
- 2016. 11è de la classificació general
- 2017. 17è de la classificació general. Vencedor d'una etapa
- 2018. 26è de la classificació general
- 2019. 28è de la classificació general
- 2020. Abandona (13a etapa)
- 2021. 20è de la classificació general. Vencedor d'una etapa
- 2022. 25è de la classificació general

### Resultats a la Volta a Espanya
- 2011. 3r de la classificació general.  1r de la classificació per punts, Porta el mallot vermell durant una etapa
- 2012. 28è de la classificació general
- 2013. 52è de la classificació general i vencedor d'una etapa
- 2018. 30è de la classificació general.  1r del Premi de la combativitat
- 2023. 79è de la classificació general